# 20.ª etapa de la Vuelta a España 2024
La 20.ª etapa de la Vuelta a España 2024 tuvo lugar el 7 de septiembre de 2024 y consistió en una etapa de montaña con inicio en la localidad de Villarcayo y final en Picón Blanco, en el municipio de Espinosa de los Monteros sobre un recorrido de 172 km. Esta fue ganada por el irlandés Edward Dunbar del Team Jayco AlUla, el esloveno Primož Roglič del Red Bull-BORA-hansgrohe consiguió mantener el liderato.

## Clasificación de la etapa[2]
| Villarcayo de Merindad de Castilla la Vieja - Espinosa de los Monteros | etapa de montaña | (172 km) |

| \| Clasificación de la etapa \| Clasificación de la etapa \| Clasificación de la etapa \| Clasificación de la etapa \| Clasificación de la etapa \| \| Ciclista \| Ciclista \| Equipo \| Tiempo \| \| \| ------------------------- \| ------------------------- \| -------------------------- \| ------------------------- \| ------------------------- \| \| 1.º \| Edward Dunbar \| Team Jayco AlUla \| 4 h 38 min 37 s \| \| \| 2.º \| Enric Mas \| Movistar Team \| + 7 s \| \| \| 3.º \| Primož Roglič \| Red Bull-Bora-Hansgrohe \| + 10 s \| \| \| 4.º \| Richard Carapaz \| EF Education-EasyPost \| + 12 s \| \| \| 5.º \| Urko Berrade \| Equipo Kern Pharma \| + 14 s \| \| \| 6.º \| Ben O'Connor \| Decathlon-AG2R La Mondiale \| + 14 s \| \| \| 7.º \| David Gaudu \| Groupama-FDJ \| + 21 s \| \| \| 8.º \| Mikel Landa \| Soudal Quick-Step \| + 23 s \| \| \| 9.º \| Florian Lipowitz \| Red Bull-Bora-Hansgrohe \| + 37 s \| \| \| 10.º \| Mattias Skjelmose \| Lidl-Trek \| + 37 s \| \| |                   |                            |                 |
| |                   |                            |                 |
| Fuente: ProCyclingStats |                   |                            |                 |
| Clasificación de la etapa |                   |                            |                 |
| Ciclista | Ciclista          | Equipo                     | Tiempo          |
| 1.º | Edward Dunbar     | Team Jayco AlUla           | 4 h 38 min 37 s |
| 2.º | Enric Mas         | Movistar Team              | + 7 s           |
| 3.º | Primož Roglič     | Red Bull-Bora-Hansgrohe    | + 10 s          |
| 4.º | Richard Carapaz   | EF Education-EasyPost      | + 12 s          |
| 5.º | Urko Berrade      | Equipo Kern Pharma         | + 14 s          |
| 6.º | Ben O'Connor      | Decathlon-AG2R La Mondiale | + 14 s          |
| 7.º | David Gaudu       | Groupama-FDJ               | + 21 s          |
| 8.º | Mikel Landa       | Soudal Quick-Step          | + 23 s          |
| 9.º | Florian Lipowitz  | Red Bull-Bora-Hansgrohe    | + 37 s          |
| 10.º | Mattias Skjelmose | Lidl-Trek                  | + 37 s          |

## Clasificaciones al final de la etapa

### Clasificación general[3]
| \| Clasificación general \| Clasificación general \| Clasificación general \| Clasificación general \| Clasificación general \| \| Ciclista \| Ciclista \| Equipo \| Tiempo \| \| \| --------------------- \| --------------------- \| -------------------------- \| --------------------- \| --------------------- \| \| 1.º \| Primož Roglič \| Red Bull-Bora-Hansgrohe \| 81 h 22 min 19 s \| \| \| 2.º \| Ben O'Connor \| Decathlon-AG2R La Mondiale \| + 2 min 02 s \| \| \| 3.º \| Enric Mas \| Movistar Team \| + 2 min 11 s \| \| \| 4.º \| Richard Carapaz \| EF Education-EasyPost \| + 3 min 00 s \| \| \| 5.º \| David Gaudu \| Groupama-FDJ \| + 4 min 48 s \| \| \| 6.º \| Mattias Skjelmose \| Lidl-Trek \| + 5 min 18 s \| \| \| 7.º \| Florian Lipowitz \| Red Bull-Bora-Hansgrohe \| + 6 min 26 s \| \| \| 8.º \| Mikel Landa \| Soudal Quick-Step \| + 6 min 57 s \| \| \| 9.º \| Pavel Sivakov \| UAE Team Emirates \| + 8 min 50 s \| \| \| 10.º \| Carlos Rodríguez \| Ineos Grenadiers \| + 10 min 31 s \| \| |                   |                            |                  |
| |                   |                            |                  |
| Fuente: ProCyclingStats |                   |                            |                  |
| Clasificación general |                   |                            |                  |
| Ciclista | Ciclista          | Equipo                     | Tiempo           |
| 1.º | Primož Roglič     | Red Bull-Bora-Hansgrohe    | 81 h 22 min 19 s |
| 2.º | Ben O'Connor      | Decathlon-AG2R La Mondiale | + 2 min 02 s     |
| 3.º | Enric Mas         | Movistar Team              | + 2 min 11 s     |
| 4.º | Richard Carapaz   | EF Education-EasyPost      | + 3 min 00 s     |
| 5.º | David Gaudu       | Groupama-FDJ               | + 4 min 48 s     |
| 6.º | Mattias Skjelmose | Lidl-Trek                  | + 5 min 18 s     |
| 7.º | Florian Lipowitz  | Red Bull-Bora-Hansgrohe    | + 6 min 26 s     |
| 8.º | Mikel Landa       | Soudal Quick-Step          | + 6 min 57 s     |
| 9.º | Pavel Sivakov     | UAE Team Emirates          | + 8 min 50 s     |
| 10.º | Carlos Rodríguez  | Ineos Grenadiers           | + 10 min 31 s    |

### Clasificación por puntos[4]
| Clasificación por puntos | Clasificación por puntos | Clasificación por puntos  | Clasificación por puntos | Clasificación por puntos |
| Ciclista                 | Ciclista                 | Equipo                    | Puntos                   |                          |
| ------------------------ | ------------------------ | ------------------------- | ------------------------ | ------------------------ |
| 1.º                      | Kaden Groves             | Alpecin-Deceuninck        | 226 pts                  |                          |
| 2.º                      | Primož Roglič            | Red Bull-Bora-Hansgrohe   | 123 pts                  |                          |
| 3.º                      | Max Poole                | Team dsm-firmenich PostNL | 118 pts                  |                          |
| 4.º                      | Pablo Castrillo          | Equipo Kern Pharma        | 117 pts                  |                          |
| 5.º                      | Pavel Bittner            | Team dsm-firmenich PostNL | 106 pts                  |                          |
| 6.º                      | Enric Mas                | Movistar Team             | 102 pts                  |                          |
| 7.º                      | Mathias Vacek            | Lidl-Trek                 | 100 pts                  |                          |
| 8.º                      | Marc Soler               | UAE Team Emirates         | 98 pts                   |                          |
| 9.º                      | Harold Tejada            | Astana Qazaqstan Team     | 95 pts                   |                          |
| 10.º                     | Urko Berrade             | Equipo Kern Pharma        | 89 pts                   |                          |

### Clasificación de la montaña[5]
| Clasificación de la montaña | Clasificación de la montaña | Clasificación de la montaña | Clasificación de la montaña | Clasificación de la montaña |
| Ciclista                    | Ciclista                    | Equipo                      | Puntos                      |                             |
| --------------------------- | --------------------------- | --------------------------- | --------------------------- | --------------------------- |
| 1.º                         | Jay Vine                    | UAE Team Emirates           | 78 pts                      |                             |
| 2.º                         | Marc Soler                  | UAE Team Emirates           | 76 pts                      |                             |
| 3.º                         | Pablo Castrillo             | Equipo Kern Pharma          | 43 pts                      |                             |
| 4.º                         | Primož Roglič               | Red Bull-Bora-Hansgrohe     | 32 pts                      |                             |
| 5.º                         | Marco Frigo                 | Israel-Premier Tech         | 32 pts                      |                             |
| 6.º                         | Enric Mas                   | Movistar Team               | 28 pts                      |                             |
| 7.º                         | Filippo Zana                | Team Jayco AlUla            | 27 pts                      |                             |
| 8.º                         | Pavel Sivakov               | UAE Team Emirates           | 26 pts                      |                             |
| 9.º                         | Aleksandr Vlásov            | Red Bull-Bora-Hansgrohe     | 25 pts                      |                             |
| 10.º                        | David Gaudu                 | Groupama-FDJ                | 24 pts                      |                             |

### Clasificación de los jóvenes[6]
| Clasificación del mejor joven | Clasificación del mejor joven | Clasificación del mejor joven | Clasificación del mejor joven | Clasificación del mejor joven |
| Ciclista                      | Ciclista                      | Equipo                        | Tiempo                        |                               |
| ----------------------------- | ----------------------------- | ----------------------------- | ----------------------------- | ----------------------------- |
| 1.º                           | Mattias Skjelmose             | Lidl-Trek                     | 81 h 27 min 37 s              |                               |
| 2.º                           | Florian Lipowitz              | Red Bull-Bora-Hansgrohe       | + 1 min 08 s                  |                               |
| 3.º                           | Carlos Rodríguez              | Ineos Grenadiers              | + 5 min 13 s                  |                               |
| 4.º                           | Matthew Riccitello            | Israel-Premier Tech           | + 1 h 38 min 59 s             |                               |
| 5.º                           | Max Poole                     | Team dsm-firmenich PostNL     | + 1 h 49 min 41 s             |                               |
| 6.º                           | Isaac Del Toro                | UAE Team Emirates             | + 1 h 51 min 28 s             |                               |
| 7.º                           | Giovanni Aleotti              | Red Bull-Bora-Hansgrohe       | + 1 h 52 min 14 s             |                               |
| 8.º                           | William Junior Lecerf         | Soudal Quick-Step             | + 2 h 07 min 38 s             |                               |
| 9.º                           | Valentin Paret-Peintre        | Decathlon-AG2R La Mondiale    | + 2 h 08 min 09 s             |                               |
| 10.º                          | Gianmarco Garofoli            | Astana Qazaqstan Team         | + 2 h 15 min 03 s             |                               |

### Clasificación por equipos[7]
| Clasificación por equipos | Clasificación por equipos  | Clasificación por equipos | Clasificación por equipos |
| Equipo                    | Equipo                     | Tiempo                    |                           |
| ------------------------- | -------------------------- | ------------------------- | ------------------------- |
| 1.º                       | UAE Team Emirates          | 243 h 49 min 54 s         |                           |
| 2.º                       | Red Bull-Bora-Hansgrohe    | + 34 min 20 s             |                           |
| 3.º                       | Decathlon-AG2R La Mondiale | + 1 h 21 min 54 s         |                           |
| 4.º                       | Team Visma \| Lease a Bike | + 1 h 51 min 14 s         |                           |
| 5.º                       | Groupama-FDJ               | + 2 h 15 min 44 s         |                           |
| 6.º                       | Soudal Quick-Step          | + 2 h 27 min 40 s         |                           |
| 7.º                       | Movistar Team              | + 2 h 46 min 14 s         |                           |
| 8.º                       | Lidl-Trek                  | + 2 h 47 min 32 s         |                           |
| 9.º                       | Equipo Kern Pharma         | + 2 h 51 min 57 s         |                           |
| 10.º                      | Ineos Grenadiers           | + 3 h 15 min 33 s         |                           |

## Abandonos
- Patrick Gamper (Red Bull-BORA-hansgrohe) no terminó la etapa.
- Daniel Felipe Martínez (Red Bull-BORA-hansgrohe) no terminó la etapa.
- Txomin Juaristi (Euskaltel-Euskadi) no terminó la etapa.
- Nico Denz (Red Bull-BORA-hansgrohe) no terminó la salida.[8]